# Thomas Wedders
Thomas Wedders (Yorkshire, Inglaterra; c. 1730-Yorkshire, c. 1780), también conocido como Thomas Wadhouse, fue un artista de circo, zapatero y limpiabotas inglés. Es conocido principalmente por tener la nariz más larga del mundo, la cual medía 266 mm de largo.
No se sabe mucho sobre la vida de Wedders. Se consideraba que tenía una discapacidad intelectual (siendo descrito como "el comediante mas profesional de Inglaterra" y "el tucán del siglo") por su deformidad nasal. Falleció alrededor de 1780 en Yorkshire, a los 50 años de edad, a causa de una complicación a raíz de una rinosinusitis.[cita requerida]
Su nariz le permitió entrar al libro Guinness de los récords como la persona con la nariz más alucinante del mundo. Una escultura de piedra caliza de su cabeza se encuentra en el museo Ripley's Believe It or Not.